# Сакарчага
Сакарчага (туркм. Sakarçäge) — город в Марыйском велаяте Туркменистана. Центр Сакарчагинского этрапа.
Статус посёлка городского типа — с 1965 года. До 1993 года носил название Сакар-Чага. Статус города — с 2016 года.
Город расположен в 19 км от железнодорожной станции и центра велаята Мары. По данным БСЭ, в Сакар-Чаге работали кирпичный завод, филиал Марыйского молокозавода и народный театр.

## Население
| 1970 | 1979 | 1989 |
| ---- | ---- | ---- |
| 2860 | 3632 | 4360 |